# Saint-Clément-de-Vers
Saint-Clément-de-Vers is een gemeente in het Franse departement Rhône (regio Auvergne-Rhône-Alpes) en telt 219 inwoners (2005). De plaats maakt deel uit van het arrondissement Villefranche-sur-Saône.

## Geografie
De oppervlakte van Saint-Clément-de-Vers bedraagt 8,9 km², de bevolkingsdichtheid is 24,6 inwoners per km².
De onderstaande kaart toont de ligging van Saint-Clément-de-Vers met de belangrijkste infrastructuur en aangrenzende gemeenten.

## Demografie
Onderstaande figuur toont het verloop van het inwonertal (bron: INSEE-tellingen).